# 미니 DVI
미니 DVI(Mini-DVI)는 특정 애플 컴퓨터에 미니 VGA 단자의 대안으로 사용하는 단자이다. 크기는 풀 사이즈 DVI와 소형 마이크로 DVI 사이이다. 12인치 파워북 G4(미니 VGA를 사용했던 12인치 867 MHz 파워북 G4 제외), 인텔 기반 아이맥, 맥북 인텔 기반 노트북, 인텔 기반 Xserve, 2009 맥 미니, 일부 후속 모델 eMac에서 볼 수 있다.

## 같이 보기
- 디지털 비주얼 인터페이스
- 마이크로 DVI
- 미니 디스플레이포트